# Le Fils de Lagardère
Pour plus de détails, voir Fiche technique et Distribution.
Le Fils de Lagardère (Il figlio di Lagardère) est un film franco-italien réalisé par Fernando Cerchio et sorti en 1952.
Il ne s'agit pas d'une nouvelle adaptation du roman Le Bossu du Français Paul Féval, sinon de celle d'une suite imaginée par son propre fils et homonyme.

## Fiche technique
- Titre original : Il figlio di Lagardère
- Réalisation : Fernando Cerchio
- Scénario : Leonardo Benvenuti et Giuseppe Mangione d'après un roman de Paul Féval fils
- Production : Giorgio Venturini
- Photographie : Arturo Gallea
- Musique : Ezio Carabella
- Montage : Renzo Lucidi
- Durée : 80 minutes[2]
- Date de sortie[Où ?] : 20 novembre 1952

## Distribution
- Rossano Brazzi : Philippe de Lagardère
- Milly Vitale : Olympe de Chaverny
- Gabrielle Dorziat : Contessa Lagardere
- Vittorio Sanipoli : Conte Zeno
- Nerio Bernardi : Cocardasse
- Nico Pepe : Helonin
- Antoine Balpêtré : Pérolle
- Simone Renant : Mathilde Pérolle
- Raymond Cordy : Passepoil